# Stadion De Geusselt
El Stadion De Geusselt es un estadio de fútbol ubicado en la ciudad de Maastricht, la capital de la provincia de Limburg en los Países Bajos. El estadio inaugurado en 1961, reemplazó al Stadion De Boschpoort donde el club de fútbol MVV Maastricht jugó durante 51 años. El estadio contaba inicialmente con 18.000 asientos, pero tras una profunda renovación en las décadas de 1980 y 1990, su capacidad se redujo a los actuales 10.000 asientos, todos cubiertos.
El recinto ubicado al interior del Parque De Geusselt, fue inaugurado el 15 de enero de 1961, cuando se enfrentaron el MVV Maastricht en contra del Willem II Tilburg con triunfo del cuadro local por 2-0.
El estadio ha sido objeto de varias renovaciones desde su apertura, la más importante en la década de 1980, cuando el campo de juego se giró en 90 grados, además de la eliminación de la pista de atletismo alrededor del campo de juego, A principios de la década de 2000, se cerraron las esquinas del estadio.

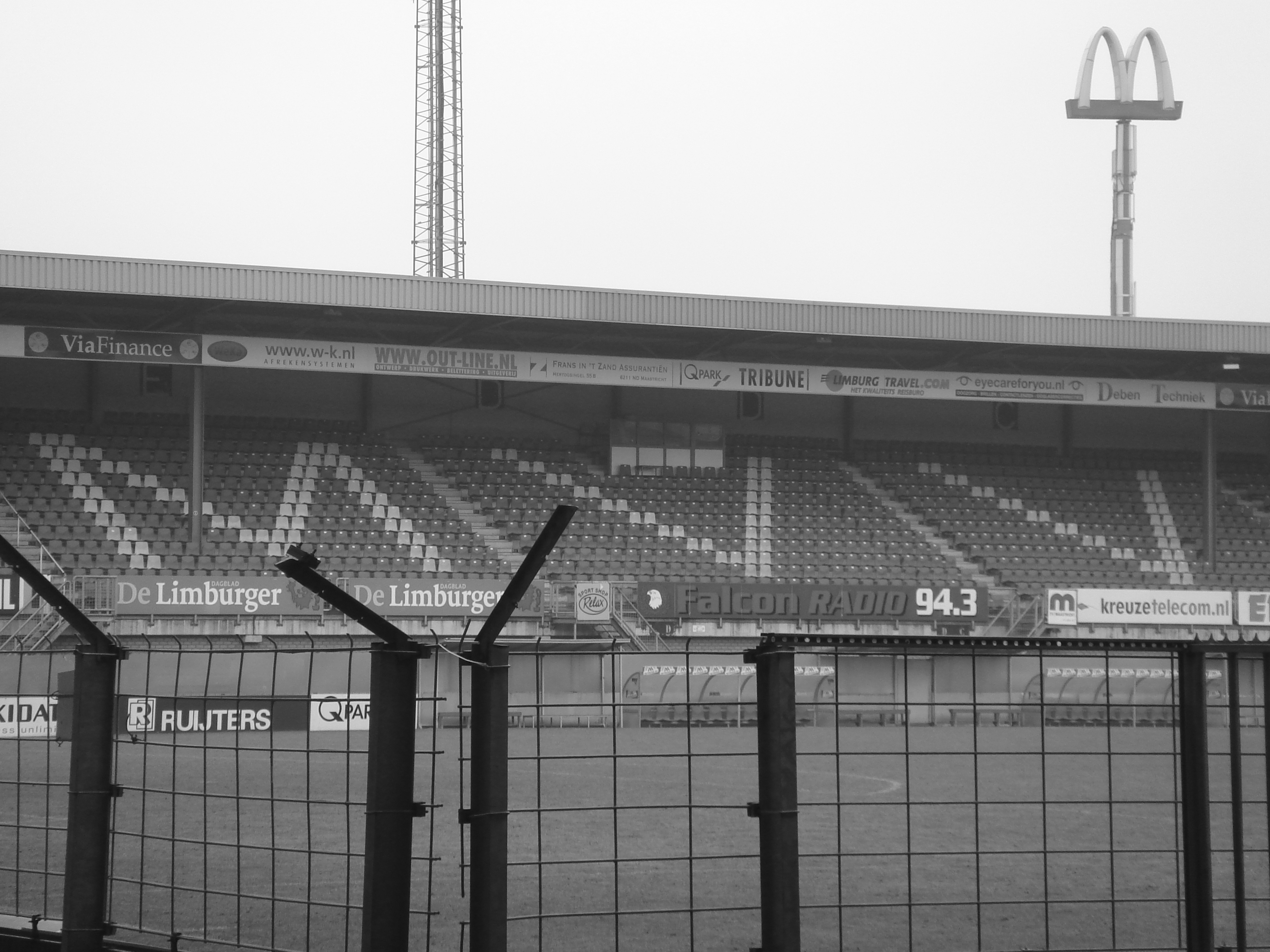
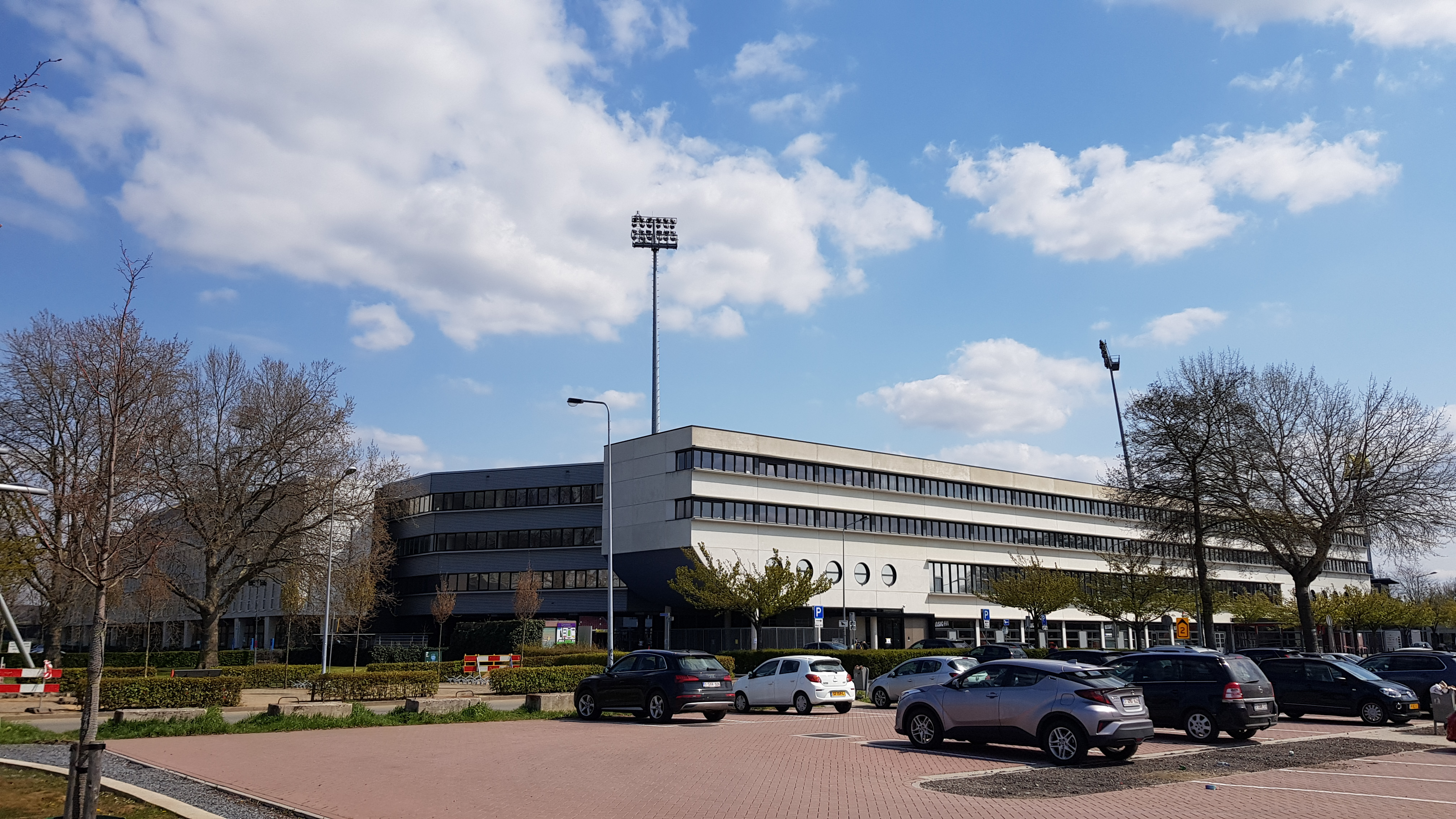